# Синчак Віктор Петрович
Ві́ктор Петро́вич Синчак (* 1 листопада 1955 року) — український економіст, доктор економічних наук (2009), професор (2011).

## Життєпис
Народився 1 листопада 1955 року в селі Пиківська Слобідка Літинського району Вінницької області. У 1973 р. закінчив Уладівську середню школу. Із 1973 по 1975 р. служив в Прибалтійському військовому окрузі. З 1975 р. по 1977 р. навчався в Кам'янець-Подільському технічному училищі № 5. Із 1977 р. по 1983 р. працював на електромеханічному заводі в м. Кам'янці-Подільському. Після закінчення у 1990 році Кам'янець-Подільського сільськогосподарського інституту за спеціальністю «Економіка і організація сільськогосподарського виробництва» з 1990 р. по 2001 р. працював на посадах державного податкового інспектора, начальника відділу, начальника управління, заступника начальника інспекції у Кам'янець-Подільській об'єднаній державній податковій інспекції.
Наукова та науково-педагогічна діяльність
У 1997 році закінчив навчання в аспірантурі при Інституті аграрної економіки УААН (м. Київ). У 1997 році захистив кандидатську дисертацію на тему: «Податковий механізм в сільському господарстві». У 2001 році присвоєно вчене звання доцента кафедри бухгалтерського обліку та аудиту, а у 2007 році — професора Хмельницького університету управління та права.
У 2009 році захистив докторську дисертацію на тему: «Система оподаткування в сільському господарстві України: теорія, методологія та практика» . У 2011 році Синчаку В. П. присвоєно вчене звання професора кафедри менеджменту, економічної теорії та фінансів.
З 1992 року по 2001 рік працював за сумісництвом на посадах старшого викладача, доцента кафедри бухгалтерського обліку та фінансів в Подільській державній аграрно-технічній академії (Заклад вищої освіти «Державний подільський університет»).
З 2001 року працює у Хмельницькому університеті управління та права імені Леоніда Юзькова на посадах: завідувача кафедри загального менеджменту та менеджменту організацій (2001 р.); завідувача кафедри менеджменту, фінансів та кредиту (2001—2010 рр.); завідувача кафедри менеджменту, економічної теорії та фінансів (2010—2016 рр.); завідувача кафедри менеджменту, фінансів, банківської справи та страхування (2016—2021 рр.); професора кафедри менеджменту, фінансів, банківської справи та страхування (2021—2022 рр.); професора кафедри фінансів, банківської справи, страхування та фондового ринку (з 2022 р.).
Наукові інтереси: проблематика податкового регулювання стабільного розвитку суб'єктів господарювання в умовах мінливого глобального середовища.
В. П. Синчак є автором і співавтором понад 300 публікацій, у тому числі 240 наукових праць, з них 12 монографій (у тому числі 2 одноосібних); 140 навчально-методичних праць, з яких 4 навчальних і навально-методичних посібників, опублікованих у виданнях України та інших країн за матеріалами наукової і навчально-методичної діяльності, конференцій, семінарів, круглих столів тощо.
В. П. Синчак розробив Концепцію удосконалення системи оподаткування у сільському господарстві України (Університетські наукові записки. 2008. № 4 (28). С. 425—429).
Під керівництвом В. П. Синчака підготовлено три кандидата економічних наук.
До основних здобутків автора віднесено:
- Оподаткування доходів працівників сільськогосподарських підприємств // Ринкова трансформація економіки АПК: кол. монографія у чотирьох частинах. / За ред. П. Т. Саблука, В. Я. Амбросова, Г. Є. Мазнєва. Ч. 3. Фінансово-кредитна система. К.: ІАЕ, 2002. С. 174—178.
- Еволюція наукової думки  в оподаткуванні та її реалізація у податкових системах: Монографія. Київ-Хмельницький: Вид-во ХУУП, 2006. 294 с..
- Система оподаткування у сільському господарстві в умовах вступу України до СОТ // Стратегія розвитку і реалізації потенціалу АПК: кол. монографія. Житомир: Житомирське об'єднання громадської організації «Спілка економістів України», 2008. С. 202—212.
- Система оподаткування у сільському господарстві України: теорія, методологія та практика: Монографія. Хмельницький: Вид-во ХУУП, 2008. 476 с.
- Податкова культура лідера податкової служби як необхідна умова ведення діалогу з платниками податків // Управлінське лідерство: колективна монографія / за заг. ред. В. В. Толкованова. Хмельницький: ПП Мельник А. А., 2013. С. 391—417.
- Фінансовий менеджмент: навч. посібник / В. П. Синчак, А. В. Крушинська. Хмельницький: ХУУП, 2013. 504 с.
- Сутність спрощеної системи оподаткування і її місце в податковому регулюванні розвитку малого підприємництва. Посилення ролі спрощеної системи оподаткування в податковому регулюванні розвитку інноваційно-інвестиційного малого підприємництва // Фінансово-управлінські аспекти інноваційно-інвестиційного розвитку підприємництва в національній економіці: монографія / за заг. і наук. ред. д. е.н., проф. Синчака В. П. Хмельницький: Хмельницький університет управління та права, 2017. С. 254—269; 328—342.
- Староста територіальної громади як суб'єкт бюджетного процесу // Моніторинг та контроль в діяльності старости ОТГ. Науково-практичний посібник // За заг.ред. Баюка М. І. Хмельницький: ФОП Словіцький М. Я., 2019. С. 54-87.
- Податок на додану вартість у системах ціноутворення й оподаткування молокопереробних підприємств: монографія / В. П. Синчак, Т. А. Самарічева. Хмельницький: Хмельницький університет управління та права імені Леоніда Юзькова, 2019. 180 с.
- Синчак В. П., Булат Г. В., Піхняк Т. А. Фінансово-облікове забезпечення функціонування об'єднань співвласників багатоквартирних будинків: монографія/В. П. Синчак, Г. В. Булат, Т. А. Піхняк; за заг. ред. В. П. Синчака. Хмельницький університет управління та права імені Леоніда Юзькова, 2020. 152 с.

Нагороди і почесні звання
Нагороджений: почесною Грамотою Державної податкової адміністрації України (2003 р.); нагрудним знаком Міністерства освіти і науки України «Відмінник освіти України» (2006 р.); почесною Грамотою Міського голови м. Хмельницького (2003 р. та 2007 р.); почесною Грамотою Хмельницької обласної державної адміністрації (2010 р.); почесною Грамотою Хмельницької обласної ради (2011 р. та 2015 р.); почесною Подякою Державної фіскальної служби України (2017 р.); Дипломом Хмельницької обласної ради як переможець XIV обласного конкурсу науково-дослідних робіт у номінації «Підручники і навчальні посібники» з врученням 1-ї премії (2019 р.); Грамотою Департаменту освіти і науки Хмельницької обласної державної адміністрації (2020 р.); медаллю Хмельницької обласної ради «Пам'ятна медаль на честь 30-річчя Незалежності України» (2021 р.); Грамотою Хмельницької обласної ради «30 років Незалежності України» (2021 р.); нагрудним знаком Міністерства освіти і науки України «За наукові та освітні досягнення» (Наказ МОН України від 20.09.2022 р. № 236-К); Грамотою Верховної Ради України «За заслуги перед українським народом» (Розпорядження Голови Верховної Ради України від 17 листопада 2022 року № 1342-К).